# Salahaddin Football Club
O Salahaddin Football Club é um clube de futebol com sede em Ticrite, Iraque. A equipe compete no Campeonato Iraquiano de Futebol da segunda divisão, a Division One.

## História
O clube foi fundado em 1975.

## Títulos
- Premier League: 1982-83
- Campeonato Al-Wehdat: 1983
- Rovers Cup: 1982